# Alliston

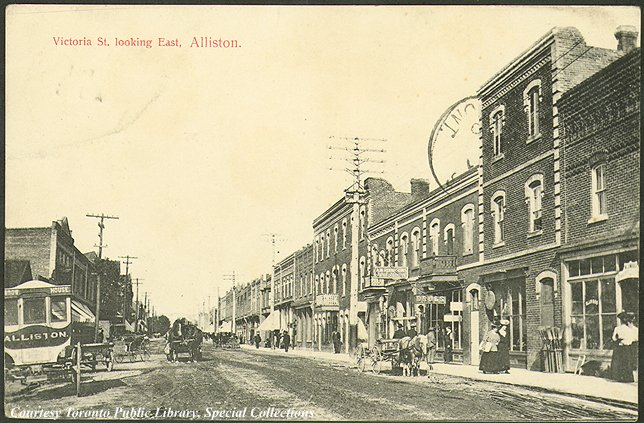
Vue regardant vers l'est de la rue Victoria, Alliston. Vers 1910.

Alliston est une ancienne municipalité canadienne de l'Ontario située à environ 100 km de Toronto dans le comté de Simcoe.
Elle a été fusionnée avec les villages de Beeton et de Tottenham ainsi que la municipalité de Tecumseth afin de créer New Tecumseth en 1991.

## Démographie
| 2006   | 2011   | 2016   |
| ------ | ------ | ------ |
| 12 523 | 15 379 | 18 809 |